# Moca (Puerto Rico)
Moca es un municipio del Estado Libre Asociado de Puerto Rico. Fue fundado por Don José de Quiñones el 22 de Junio  de 1772. Diversas versiones existen sobre la fecha de su fundación. Moca está localizada  en la región noroeste de la isla. Limita al norte con los municipios de Aguadilla e Isabela, por el sur con Añasco, por el oeste con los municipios Aguada y Aguadilla y por el este con los municipios de Isabela y San Sebastián. Moca es conocida como la Capital del Mundillo.

## Etimología
El nombre de Moca proviene del árbol Andira inermis, de flores hermosas rosadas/púrpuras. Este árbol fue adoptado como su árbol representativo el 19 de febrero de 1972.[cita requerida]
Moca es famoso por su cordón de «mundillo». El mundillo es el nombre puertorriqueño para el "bobbin lace". La iglesia de Moca fue renovada en los años de 1970. Se manufacturan muchos alimentos orgánicos en la actualidad.

## Datos generales
- Localización: El pueblo de Moca está situado en la zona turística Porta del Sol, Puerto Rico, parte Noroeste de la Isla en los 58° 23' (latitud Norte) y 67° 06' (latitud Oeste) del meridiano de Greenwich. Está localizada en un pequeño valle en la falda de las montañas de la Tuna a 141 pies sobre el nivel del mar.
- Clima: La temperatura media anual está comprendida entre los 76 °F (29 °C) y 98 °F (36 °C). Los vientos soplan, generalmente del primer cuadrante entre el Norte y el Este.
- Ríos: El río Culebrinas que nace en las montañas que nace en las montañas de Lares, atraviesa jurisdicción por los barrios: Plata, Voladoras, Cerro Gordo, Capá, Cruz y Marías.
- Cuevas: Moca cuenta con 9 cuevas ubicadas en los barrios: Rocha, Aceitunas, Centro y Cuchillas. La mayoría de ellas en el barrio Rocha y están enumeradas ya que están registradas por el Departamento de Recursos Naturales. Estas son: California (cueva 91), ubicada en el barrio Centro; Del Gimo (cueva 95), barrio Cuchillas; Del Abono 1 (cueva 96), ubicada en el barrio Rocha; Cueva Las Golondrinas (cueva 97), cerca del Abono 1; Las Armas - El Mapa (cueva 98), cerca de Las Golondrinas y Abono 1. Tiene un valor histórico ya que fue utilizado por los grupos nacionalistas puertorriqueños para planificar sus luchas revolucionarias y esconder armas. Se le conoce también como la cueva del mapa porque la policía ocupó papeles y un mapa que aparentaba ser usado en las luchas del grupo.

Además, Cueva del Pozo (cueva 99), ubicada en el barrio Rocha; Del Abono II (cueva 100), ubicada en el barrio Rocha y se encontraron evidencias de petroglifos indígenas; Golondrinas (cueva 114), ubicada en el barrio Aceitunas está cerca de la escuela Segundad Unidad; Cueva Núñez (cueva 159), otras de las cuevas del barrio Rocha.
- Área superficial: La jurisdicción tiene un área total de 50.7 millas cuadradas distribuidas entre las 33,427.13 cuerdas de terreno que comprenden sus barrios.
- Barrios: El pueblo de Moca consta de 12 barrios y un barrio-pueblo que son: Aceitunas, Capá, Centro, Cerro Gordo, Cruz, Cuchillas, Marías, Naranjo, Plata, Moca barrio-pueblo, Moca, Rocha y Voladoras.
- Origen del nombre: Aunque se desconoce cual es el origen del nombre de Moca, se acepta que se deriva de la gran abundancia de árboles de Moca que había en la jurisdicción. El 19 de febrero de 1972 se adoptó oficialmente el árbol de Moca como árbol representativo del pueblo.
- Patronos: Virgen De La Monserrate y San Juan Nepomuceno
- Alcalde: Efraín 'Franco' Barreto Barreto
- Fundación: 22 de junio de 1772
- Gentilicio: Mocano
- Cognomento: Capital del Mundillo
- Platos típicos: Los platos típicos son los mismos platos típicos que se consumen en Puerto Rico: arroz con gandules, arroz con habichuelas verdes, dulce de coco, dulce de leche, dulce de lechosa, arroz con dulce, tembleque, lechón asado, pasteles de guineo, yautía o yuca, vianda, bacalao, morcillas de sangre, gandinga, chicharrones de cerdo, etc.

## Topografía
En general, su relieve es llano, pues no presenta elevaciones notables. Por el norte de su territorio que se encuentra dentro de la zona cársica corre la Cordillera Jaicoa, en la cual se alzan el Monte El Ojo (barrio Cuchillas), cerro Moca (barrio Centro) y el Monte Mariquita (barrio Rocha) que tienen respectivamente, 296,290 y 280 metros (971,951,938 pies) de altura. Por el sur también corre otro grupo montañoso menor, la cadena de San Francis, que lo separa de Añasco. En el barrio Plata se encuentran el cerro Velas y la llamada cuesta de la Yuca.

## Hidrografía
Está regado por el Río Culebrinas que cruza su territorio por el centro, de este a oeste y sus afluentes las quebradas de las Gatas, Lassalle, de las Damas, Viejo, Los Romances, Los Morones, Higuillo, Chiquita, Yagrumo, Echevarría, Aguas Frías, Las Marías, de los Méndez, La Caraima, Grande y Dulce.

## Economía
Tradicionalmente ha sido agrícola y ha estado basada en la producción de caña de azúcar, frutos menores y alguna ganadería. Hoy cuentan con varias empresas que fabrican piezas para maquinar electrónicas, alarmas, ropa,y productos de plástico.

## Símbolos
Escudo de Moca
Fue diseñado por el pintor mocano, Augusto Hernández por petición de la Sociedad Pro Conmemoración del Bicentenario de Moca, Inc., adoptado oficialmente el 29 de febrero de 1972 por la Asamblea Municipal. Tiene forma oblongada, dividido en campo plateado y cielo azul unidos por un losange púrpura, el color de flor de Moca. El losange está cargado de simbolismos religiosos y en su parte inferior dos hojas y ramas frondosas del árbol de Moca. En la parte superior un arco con once estrellas plateadas de cinco puntas que representan los barrios de Moca y una dorada que significa el pueblo. Dentro del losange se encuentra un monograma dorado de la Virgen María superado por una corona cristiana del mismo metal. El escudo está coronado por una corona plateada en forma de castillo de tres torres almenadas. Sobre la corona está esculpida en oro la palabra Moca y en los huecos de las puertas frontales del castillo hay dos candados dorados con ojos en forma de cruz latina que representa el excelso patrón de Moca, San Juan Nepomuceno quien fue martirizado por guardar valiente y celosamente el secreto de la confesión. El color plateado y blanco significa pureza y modestia, el azul es el cielo mocano que simboliza paz y libertad. En losange significa doncella. La corona es la de Monserrate puertorriqueña. Las hojas verdes y las ramas son representativas del árbol de Moca (Indiras Inermis) donde las ramas significan fertilidad e inmortalidad. La Corona en forma de castillo significa autonomía, unión y confraternidad. 
Bandera de Moca
Fue diseñada y preparada por el pintor mocano Augusto Hernández y aprobado por la Sociedad Pro Conmemoración del Bicentenario de Moca. Fue adoptado oficialmente el 19 de febrero de 1972 por la Asamblea Municipal. 
La bandera tiene forma rectangular que consiste de un campo triangular equilátero color púrpura y sobre este otro triángulo dorado, ambos señalando hacia el horizonte del campo azul y verde de la bandera. En el campo púrpura que significa el color de flor de Moca, aparecen once estrellas plateadas de cinco puntas girando alrededor de una estrella color dorada que significa Moca y sus barrios. 
El púrpura representa humildad y sabiduría, el color azul además de representar el cielo, simboliza paz y libertad. El color verde representa tierra mocana símbolo de fertilidad y inmortalidad.
Árbol de Moca
El árbol de Moca pertenece a la gran familia botánica de las leguminosas como lo es el Samoa, Algarrobo, Tamarindo y Flamboyán entre otros. Dentro de esta familia hay un pequeño grupo de plantas que se conoce científicamente con el nombre de Andiras o Andireas del cual forma parte el árbol de Moca. Este es fácil de reconocer a simple vista si se conocen sus características elementales las cuales detallamos a continuación.
- Hoja: Esta tiene forma impariplanada.     Esto quiere decir que está compuesta de hojuelas pareadas superadas por una hojuela impar. Las hojuelas aparecen en pares de cinco, seis y siete. Además de su natural belleza, la flor de Moca es muy visitada por las abejas. Esto indica que el árbol es muy valioso para los apicultores debido a sus propiedades melíferas.

- Flor: Estas se pueden apreciar en plena florescencia en Puerto Rico durante los meses de abril a agosto. La misma crece en racimos ramificados de 6 a 12 pulgadas de largo. La flor individual crece casi pegada a la varilla del racimo lo que apenas tiene peso. La corona es de color púrpura rosado. Su forma es muy parecida a la del guisante. El pistilo de la misma mide ½ pulgada de largo incluyendo el ovario que tiene forma un poco achatada y es color verde pálido. Los estambres son de color blanco y se encuentran agrupados en conjuntos de 10 estambres. La flor es sostenida por un cáliz en forma de campana.

- Tronco: Este alcanza normalmente la altura de 20 a 50 pies. El diámetro de los mismos varía de 6 a 12 pulgadas. En el bosque crece recto. En el campo raso su copa se expande bien ramificada, densa y redondeada. La corteza del tronco adulto mide normalmente ½ a ⅜ de pulgadas de espesor. De ella se obtiene una resina amarilla pardosa que tiene propiedades medicinales tales como laxante, narcótico y vermífugo. La sustancia medicinal que se extrae de esta resina se conoce con el nombre de Andarina.

La madera de Moca en su corazón es de color marrón claro. Además de su belleza, es dura, pesada y fuerte. Según los ebanistas que la han trabajado es buena para moldear debido a que se somete maravillosamente al cepillado, torneado y lijado. Su gran resistencia a las rajaduras la convierte en una pieza ideal para la carpintería y ebanistería.
- Fruta o Semilla: La semilla pertenece al grupo de los monospermos. Tiene forma ovalada. Su color es verde a verde oscuro. Es un poco camosa por fuera y dura por dentro. El tamaño normal de la misma es de 1 a ½ pulgada de largo y un poco menos de ancho. La textura de la corteza del árbol tiene es bastante suave. Entran alrededor de 20 semillas por libra. Este fruto al igual que la corteza del árbol tiene propiedades medicinales o tóxicas según el caso.

El árbol de Moca es parte de nuestra historia de pueblo, es un árbol atractivo, vistoso de sombra, de envidiable de florescencia y otras cualidades extraordinarias que no encontramos comúnmente en los demás árboles.

## Alcaldes
| Alcalde                        | Año             |
| ------------------------------ | --------------- |
| José de Quiñónez               | (1772-1783)     |
| Francisco Hernández            | (1784-1789)     |
| Marín Lorenzo de Acevedo       | (1790-1808)     |
| Francisco de Nieves            | (1820)          |
| Antonio de Rivera Quiñónez     | (1826-1827)     |
| Miguel Polidoro                | (1828-1829)     |
| Antonio Rivera y Quiñónez      | (1830-1831)     |
| Capitán Jaime Cedó             | (1832)          |
| Miguel Polidoro                | (1833)          |
| José Pérez del Río             | (1839)          |
| Francisco Babilonia Acevedo    | (1841)          |
| Francisco Ruíz                 | (1844)          |
| Gabriel Seguí                  | (1848-1849)     |
| José Simón Romero              | (1849)          |
| Antonio B. y Sanz              | (1849)          |
| Casimiro Gutiérrez y Cañedo    | (1853)          |
| Pedro María García             | (1854)          |
| Pedro García                   | (1858-1860)     |
| Julián López Pitral            | (1861)          |
| Carlos González                | (1864)          |
| Sebastián Porrata              | (1865)          |
| Salvador Valls y Burgueras     | (1866-1867)     |
| Francisco Delgado              | (1867)          |
| Restituto Pagán                | (1867)          |
| Pedro San Antonio              | (1867)          |
| Salustiano Sierra              | (1868)          |
| Melquíades Ginoro              | (1869)          |
| Manuel González                | (1869)          |
| Restituto Cabán                | (1871-1879)     |
| Ramón Méndez y Quiñónez        | (1879-1882)     |
| Ramón E. Martínez              | (1883)          |
| Federico Clascar               | (1884-1886)     |
| Restituto Pagán                | (1887)          |
| Agustín Hernández Mora         | (1887-1888)     |
| Francisco Molina y Nebot       | (1888-1890)     |
| Sandalio Valencia              | (1890-1891)     |
| Fulgencio Muñiz                | (1892-1893)     |
| Benito García López            | (1894-1896)     |
| Pedro Acevedo Rivera           | (1897-1898)     |
| Juan Clímaco Sánchez           | (1899)          |
| José Lao Polanco               | (1900-1901)     |
| Fausto Morales                 | (1902)          |
| Miguel Babilonia               | (1902-1905)     |
| Miguel Babilonia               | (1905-1910)     |
| Nemesio González               | (1911-1920)     |
| Francisco Acevedo Nieves       | (1921-1928)     |
| José Calazán Lasalle           | (1929-1932)     |
| Arístides Maisonave            | (1933-1940)     |
| Alejandro Galarza              | (1941-1944)     |
| Arcadio Colón Serrano          | (1945-1952)     |
| Áureo Sánchez Pérez            | (1953-1962)     |
| Nicasio Loperena               | (1963-1965)     |
| Santiago Cordero Soto          | (1965-1968)     |
| Fermín Medina                  | (1969-1972)     |
| Nicasio Loperena               | (1973-1976)     |
| Juan Sánchez Acevedo           | (1977-1984)     |
| Juan "Chule" de J. Méndez      | (1985-1988)     |
| Eustaquio Vélez Hernández      | (1989-2000)     |
| José E. "Kiko" Avilés Santiago | (2001-2020)     |
| Ángel "Beto" Pérez Rodríguez   | (2021-2025)     |
| Efraín "Franco" Barreto        | (2025-Presente) |

## Patrimonio
- Monumento de la Tejedora

Está ubicado en la plaza pública, consta de una base en mármol con una estatua de una tejedora de mundillo en bronce. Este monumento fue donado por la Parranda de los Enchaquetaos. El propósito es reconocer a todas las tejedoras del fino arte en el pueblo de Moca.
- Castillos Meléndez

Los Castillos Meléndez fueron cinco estructuras ubicadas en el barrio Centro de Moca en la carretera 10 intersección con la Carr. 1144. Fue construido por el doctor Meléndez Martínez, quién fuera médico de beneficencia en una oficina de gobierno localizada cerca de la actual alcaldía de Aguadilla. El Dr. Meléndez, quién nació para el año 1889, fue criado en Dorado y cursó estudios en medicina en España para luego establecerse como médico en Aguadilla. La finca donde actualmente se encuentra Los Castillos Meléndez perteneció durante los años 1920-1930 a Guillermo Abreu y su esposa Antonia de la Rosa. Estos con la intención de obtener algún dinero para invertir en los negocios de la finca, hipotecan la misma pero la pierden, pasando a ser propiedad de Baltiore Land Bank (Banco Federal). Mariano Acosta quien fue abogado de Aguadilla, adquiere la propiedad por un tiempo pero nuevamente el banco la obtiene. De esta manera el Dr. Meléndez y su esposa Rafaela González, maestra de economía doméstica adquieren unas 100 cuerdas y más adelante añaden 90 cuerdas. Luego construyeron una casa de madera de unos moldes que le fueron regalados. Estos moldes se habían utilizado para la construcción de un edificio de gobierno en Aguadilla. Ya establecido en su humilde casa, comienza la construcción de los castillos, siendo el albañil Julio Nieves residente del barrio Centro. Se dice que la construcción de los castillos fue para establecer una clínica y otros comentaban que serían un lugar de descanso para visitantes. La finca fue sembrada de caña y otros frutos menores, pero la especialidad era injerto de aguacates usando las semillas que recoletaba de sus amigos. Tres de los edificios fueron casa de habitantes de dos plantas, cada una con una terraza en la que se hizo una pequeña torre o mirador. Cada terraza es rodeada de una pared de la altura de una verja y esta tiene forma de un castillo medieval. Los otros dos edificios se entiende que eran dependencias auxiliares de la finca. Figuras públicas o políticas fueron invitadas al Castillo y pasaron varios días. Políticos como Luis Muñoz, Marín, Ernesto Ramos Antonini, Santiago (Chaguín) Polanco Abreu y Luis A. Colón fueron algunos de los visitantes. También el reconocido Juan Boria pasaba fines de semanas en los Castillos. Luego de varios años, el doctor Meléndez y sus hermanos deciden fundar la Clínica Hermanos Meléndez en Bayamón dejando como encargado de la finca a su mayordomo. En el año 1970 fallece el Dr. Meléndez sin saber completado la construcción de Los Castillos Meléndez pasando a manos de los herederos. Para el 1994, Marcelino Santiago Santiago, compró uno de los castillos para utilizarlo como vivienda. Desde 1997, siete cuerdas de terreno son utilizadas como Hotel/Hospedería.
- Hacienda Enriqueta

Para el año 1830, el señor Hienrich Kleibring, nacido en Alemania, llega a Puerto Rico para trabajar como mecánico en la Central Coloso de Aguada. Se casa con una mocana y compra a Don Ramón López, la maquinaria de la Hacienda Buena Esperanza para luego fundar la Hacienda Enriqueta. Probablemente parte de estos terrenos pertenecieron a la Antigua Hacienda Las Palmas, descendentes de Don José de Quiñonez. El matrimonio Kleibring tuvo una hija la cual llamó Enriqueta y en honor a ella le puso el nombre a la hacienda. Una vez fallece Don Kleibring, su hija quién se casó con Tomás Babilonia hereda la finca. Tomás logró mediante compra, agrandar el tamaño de la hacienda hasta lograr un total de 70 cuerdas de terreno, aumentado su producción de azúcar al doble. Era una hacienda tan importante que podía acuñar su propia moneda. La hacienda fue el único ingenio azucarero en el territorio de Moca. Para el 1925 Tomás Babilonia vende la propiedad a Don Alberto Estévez Volckes, un ingeniero químico azucarero y prominente financiero aguadillano. Alberto restaura la casa y se muda con su familia y convierte la hacienda en un verdadero imperio azucarero con miles de cuerdas. Para el año 1950 deja la casa y se muda a vivir a Aguadilla por su enfermedad. En el 1967 el doctor Loperena, actual dueño, compra la casa y dos cuerdas de terreno y la convierte lo que es hoy día el Museo Hacienda Enriqueta.
- Palacete Los Moreau

A fines del siglo XIX se estableció en el barrio Aceitunas de Moca, un noble caballero de nombre Pedro Pellot. Mandó a edificar una Casa Grande de dos niveles en las 1,300 cuerdas de terreno, construida con madera del país, techada con cinc, a cuatro aguas. La planta alta era la vivienda del hacendado y su familia, la planta baja era usada como almacén y oficina. Además, en los terrenos se encontraban otras estructuras como el trapiche, la casa de carpintería, la casa de las máquinas de café y los glacis o plazoletas para secar el café y una aldea llamada Petit Guineé donde vivían los esclavos antes de la abolición de la esclavitud. Se cultivaban tres cuartas partes de la tierra en café y el restante de caña de azúcar, frutos menores, madera y ganado.
Don Pedro, el mayor de los cuatro hermanos, murió a los 37 años (1860) de su estadía como hacendado en Aceitunas y dejó como herederos de sus bienes a sus hermanas, Marriane y Gracianne Pellot. Desde entonces, la hacienda empezó a llamarse Hacienda Irurena que según el dialecto vascuences quiere decir propiedad de tres. Estando como encargado de la hacienda Juan Pellot, el cultivo mayor fue de caña de azúcar, muy cotizada en la industria agrícola y dejó la administración del nuevo producto a un amigo de la familia de nombre Juan Labadie. A los 31 años de estar administrando la hacienda, Juan Pellot viajó a su pueblo natal para no regresar y el asesor de la familia, Juan Labadie compró la finca a los herederos. 
Aproximadamente para el año 1878 contrae matrimonio con la joven Cornelia Pellot, descendiente de la familia. Este matrimonio duró 16 años quedando viuda la Sra. Pellot en el 1893. La hacienda quedó bajo la custodia de Manuel Lamela Valdés, amigo de la familia.
La Casa Grande resultaba incómoda y un poco insegura para la señora Pellot, quién se quejó al Sr. Lamela y éste le recomendó la edificación de una nueva residencia más elegante, más fuerte, más rápida y segura. De esta manera surge el Castillo Labadie diseñado por Paul Servojean, ingeniero francés, administrador de la Central Coloso de Aguada. A petición de la Sra. Pellot y su albacea, Paul diseña una estructura con rasgos arquitectónicos del lugar de origen de los Pellot que como francés conocía muy bien y doce años después la construyen. Ese edificio fue puesto al cuidado y construcción del distinguido maestro constructor aguadillano Manuel Gómez Tejera. En la primera década del pasado siglo XX (1905) quedó terminada la construcción del Castillo Labadie en la Hacienda Irurena. El elemento principal de la construcción es el pórtico o los balcones.
Precisamente en esta época es el tema principal de La Llamarada del escritor Enrique A. Laguerre donde describe la residencia de los Moreau como un majestuoso edificio de concreto de dos plantas en forma de "L" (ele), con amplios balcones de hierro. El elemento principal de toda la fachada lo es el pórtico (espacio semi abierto a modo de balcón que hay en cada estructura) que están flanqueados por dos torres coronadas por unas pequeñas cúpulas en forma de cebollines o bulbiformes. Estas torres que solo se puede accesar a través de los balcones, originalmente albergaban salones y la biblioteca de la casa. El edificio estaba levantado a tres pies sobre el nivel del terreno y en sus bases posee pequeñas aberturas u ojos de buey que permite la ventilación. Es en esta majestuosa casa donde se inspira para su obra literaria donde en forma ficticia la llama Hacienda Palmares perteneciente a los Moreau.
Para el año 1993 el Municipio de Moca adquiere la hacienda ubicada en 110 cuerdas, la estructura fue restaurada luego de ser quemada y la llamó Palacete Los Moreau en honor a la novela La Llamarada para abrir caminos educativos, turísticos y culturales del pueblo puertorriqueño. Gustosamente el personal que allí labora esta en la mejor disposición de recibir a los turistas y visitantes. Si desea hacer una excursión al lugar lo puedes hacer mediante cita llamando al (787) 830-4475. También es alquilado para la celebración de bodas, quinceañeros, etc.
- Museo del Mundillo

Museo muy atractivo para todas las generaciones. Nuestro pueblo cuenta con un edificio del 1928 donde se encuentra un museo que resalta el trabajo en mundillo y su historia en este pueblo. El mismo ofrece talleres para jóvenes, adultos y exhibiciones de ese tipo de encajes. Está ubicado en la calle Barbosa #237, Esq. Pedro Santos.
- Parroquia Nuestra Señora de la Monserrate

En la época de la creación, el pueblo de Moca solo tenía once (11) casas en el área que forma la actual Plaza de Recreo. En el centro de ella se levanta un pequeño santuario en una humilde casa de madera de paja, bajo el patronato de Nuestra Señora de la Monserrate. Este pequeño santuario fue objetivo de peregrinaciones de los fieles de los campos de Moca desde tiempo inmemorial. Fue inaugurada el 12 de junio de 1775. 
La parroquia se inauguró con gran solemnidad religiosa el 12 de junio de 1775, hubo vísperas y misa cantada por tres sacerdotes, repiques de campanas y música que alegraban al pueblo. Su primer párroco fue Don Manuel Martínez y Zepeda. La fecha de las efemeridades de la fundación de la parroquia corresponden al día del Año Nuevo de 1775.
En 1841 comenzó a construirse de mampostería piedra y ladrillo, en la cima de la colinilla que domina la plaza, o sea, en el lugar donde está ubicada hoy la actual iglesia. El solar en que está enclavada, compuesto de una a dos cuerdas, según antigua tradición fue donado por Doña Cándida Vives, ascendiente de la familia Babilonia. Fue suspendida la construcción en el 1843 por falta de fondos. En el año 1849 se continuó por subasta pública siendo uno de los mayores contribuyentes, Don Francisco Babilonia y Acevedo, alcalde de esa época.
La nueva iglesia se consagró el 8 de septiembre de 1851, aniversario de la patrona del pueblo. Se erigió la advocación de la Virgen de la Monserrate y San Juan Nepomuceno. Desde el 1 de enero de 1840 hasta fines de junio de 1851, estuvo al frente de la Parroquia el Presbítero Don José Balbino David nombrado por el Señor Obispo Don Gil Estévez.
En el 1910 la iglesia se encontraba sumamente deteriorada con los cimientos socavados más de 60 cm., grandes goteras, el pavimento con muchos desperfectos y el atrio casi destruido. El párroco en aquel año, Don Matías Usero Torrento, inició la reconstrucción con limosnas y colectas. El 11 de octubre de 1918 un terremoto afectó a Puerto Rico. En Moca se afectaron varios edificios incluyendo la iglesia Católica y la Casa Alcaldía. A principios de los años veinte (20) fue reconstruida.

## Festividades
- Festival de Reyes Magos del Barrio Naranjo

Para el año 1982 dio inicio el primer Festival de Reyes del barrio Naranjo. Se lleva a cabo entre los días 6 al 9 de enero y el propósito es conservar las tradiciones puertorriqueñas.
- Caminata de Reyes Magos

Esta actividad se lleva a cabo todos los días 6 de enero. La caminata comienza en barrio Pueblo, sector Cuba al mediodía y recorre varias calles del pueblo hasta llegar a la Plaza Pública. Durante el recorrido hay tres caballeros que visten de Reyes Magos montados a caballo y van regalando dulces a niños y grandes. Luego llegan a la plaza y realizan una serie de actividades.
- Festival del Mundillo

Este festival se celebraba todos los años en el fin de semana después del Día de Acción de Gracias. Actualmente se celebra el fin de semana de Acción de Gracias. Esta actividad comenzó para el año 1979.
- Fiestas Patronales

Esta tradición se celebra todos los años en la última semana del mes de agosto y principios del mes de septiembre. Se lleva a cabo en el estacionamiento del Coliseo Municipal Dr. Juan Sánchez Acevedo. Las fiestas son en honor a la Virgen de la Monserrate y San Juan Nepomuceno.
- Balseada La Monserrate

Es celebrada todos los años, el domingo después de finalizada las Fiestas Patronales. Comienza desde las 8:00 AM en la carretera 423, en el puente donde divide la jurisdicción entre el pueblo de San Sebastián y Moca por el barrio Plata que cruza el Río Culebrinas hasta el puente del mismo río en el barrio Voladoras. La competencia tiene varias categorías como: balsas, tubos, el invento y kayak, entre otros. También como complemento de la balseada se lleva a cabo un programa musical con diferentes kioscos para el disfrute de todos. La balseada fue fundada por Gil Díaz, José Hernández, Víctor Nieves, Hediberto y Raúl Hidalgo en el 1991.
- Encendido de la Navidad

La Administración Municipal de Moca lleva a cabo el Encendido de la Navidad en la Plaza Pública. Generalmente el día después de Acción de Gracias. La Navidad comienza con el encendido de luces en la Alcaldía y la Plaza Pública, espectáculo de fuegos artificiales, música, artesanías y variedad de entretenimiento para toda la familia.
- Inicio de la Navidad

Esta actividad se lleva celebrando desde hace muchos años por la Parranda de los Enchaquetaos, Inc. El primer inicio de la Navidad por esta distinguida organización se llevó a cabo en diciembre de 1982 en la Calle Don Chemary, al costado de la residencia de Don Leonardo Rivera, hoy de Don Luis Rivera, y fue ahí donde se encendió por primera vez el pino que hay en esta residencia. Esta tradición se lleva a cabo el primer fin de semana del mes de diciembre. Los componentes de esta organización se distinguen por la manera peculiar de vestirse. Utilizan un traje (chaqueta) y sombrero conocido como "Pra-Pra" durante las actividades que realizan. Este evento tiene una duración de tres días y se lleva a cabo en la Plaza Pública de Moca, donde se hace el encendido del árbol de Navidad. El propósito es fortalecer las tradiciones de nuestro pueblo.
- Parranda de Máscaras

Estas parrandas salen todos los años desde el 27 y 28 de diciembre. Un grupo de personas que se visten con trajes típicos muy coloridos, ofrecen cánticos navideños en diferentes lugares del pueblo de Moca como la alcaldía, bancos, negocios y residencias. Luego se unen para celebrar el Festival de Máscaras del barrio Capá.
- Festival de Máscaras Parrandas Inocentes

La festividad es fomentar y fortalecer patrones culturales, unir lazo afectivos en nuestras familias, llevar alegría al pueblo, concienciar y enaltecer sobre el verdadero propósito de la Navidad, el nacimiento del niño Jesús.
Para el año 1994, se celebró el Primer Festival de Máscaras Parrandas de los Inocentes, Inc. donde participan todas las parrandas de máscaras y los niños inocentes. El festival se lleva a cabo en el barrio Capá de Moca en la carretera 111 kilómetro 11.4, la última semana del mes de diciembre entre los días 25 al 29. 
Algunos de los nombres de las parrandas existentes son: Los Amigos, Los Nietos de Papá, La Selecta, La Clásica, Los Ruiseñores de la Loma, Los Tradicionales, Los Viejos de Siempre, Parranda Unida de Rocha, Los Gallitos de Voladoras, Los Compadres y Los Rumberos, entre otras.
- Misas de Aguinaldo

Otra actividad relacionada con nuestra cultura, son las misas de aguinaldo que se celebraban en la iglesia la Monserrate desde el 15 al 24 de diciembre.

## Deportes

### Béisbol
Moca tiene un equipo de béisbol doble A llamado los Vampiros de Moca donde juegan por la Federación de Béisbol Aficionado de Puerto Rico.

### Voleibol
Moca tenía un equipo de voleibol llamado los Rebeldes de Moca, con en el que jugó en la Liga de Voleibol Superior Masculino desde 1998 hasta 2005. Los Rebeldes siempre estaba en la post-temporada cada año, llegando al extremo de obtener un controvertido subcampeonato en la serie final del 1998 con los Changos de Naranjito, e incluso fueron campeones nacionales contra los propios Changos como su revancha en la serie final del 2000, permitiendo así que los Changos tuvieran la peor derrota de su historia en una serie final.